# Tachiramantis prolixodiscus
Espèce
Synonymes
- Eleutherodactylus prolixodiscus Lynch, 1978
- Pristimantis prolixodiscus (Lynch, 1978)
- Eleutherodactylus chlorosoma Rivero, 1984 "1982"

Statut de conservation UICN

 LC  : Préoccupation mineure
Tachiramantis prolixodiscus est une espèce d'amphibiens de la famille des Craugastoridae.

## Répartition
Cette espèce se rencontre entre 2 300 et 2 485 m d'altitude :
- en Colombie dans la cordillère Orientale dans les départements de Norte de Santander et de Santander ;
- au Venezuela dans la cordillère de Mérida dans les États de Táchira, de Mérida et de Barinas.

## Publication originale
- Lynch, 1978 : A new eleutherodactyline frog from the Andes of northern Colombia (leptodactylidae). Copeia, vol. 1978, no 1, p. 17-21.